# Harry Powlett (4e duc de Bolton)
Harry Powlett, 4e duc de Bolton (24 juillet 1691 - 9 octobre 1759), connu jusqu'en 1754 sous le nom de Lord Harry Powlett est un noble britannique et un homme politique whig. Il siège à la Chambre des communes de 1715 à 1754, année où il siège à la Chambre des lords.

## Jeunesse
Il est le deuxième fils de Charles Paulet (2e duc de Bolton) et Frances Ramsden. Il commence sa carrière dans la Royal Navy. Il sert comme Aide de camp auprès du comte de Galway au Portugal, en 1710, au cours des dernières années de la Guerre de Succession d'Espagne.

## Carrière politique
Powlett est élu en 1715 en tant que député pour St Ives en Cornouailles. Il occupe ce poste jusqu'aux élections générales de 1722  date à laquelle il est réélu député de Hampshire. Il occupe ce siège jusqu'à ce qu'il accède à la pairie en 1754 avec une interruption. Aux élections générales de 1734, il est réélu à la fois pour le Hampshire et pour Yarmouth. Une pétition est déposée contre le résultat du Hampshire. Il siège pour Yarmouth jusqu'en 1737, année où la pétition contre le résultat du Hampshire est retirée. Il choisit ensuite de représenter Hampshire plutôt que Yarmouth pour le reste du Parlement.
Il sert comme gentilhomme de la chambre de Frédéric de Galles de 1729 à 1751.
Powlett rejoint le conseil d'administration de l'Amirauté au sein du gouvernement whig en juin 1733 et passe First Sea Lord en mars 1738 mais doit se retirer lorsque le gouvernement tombe en mars 1742. Il est ensuite lieutenant de la tour de Londres de 1742 à 1754 et est admis au conseil privé en janvier 1755.
Il succède à son frère aîné Charles Powlett (3e duc de Bolton) au duché en 1754. Il est décédé le 9 octobre 1759 et son fils aîné, Charles, lui succède.

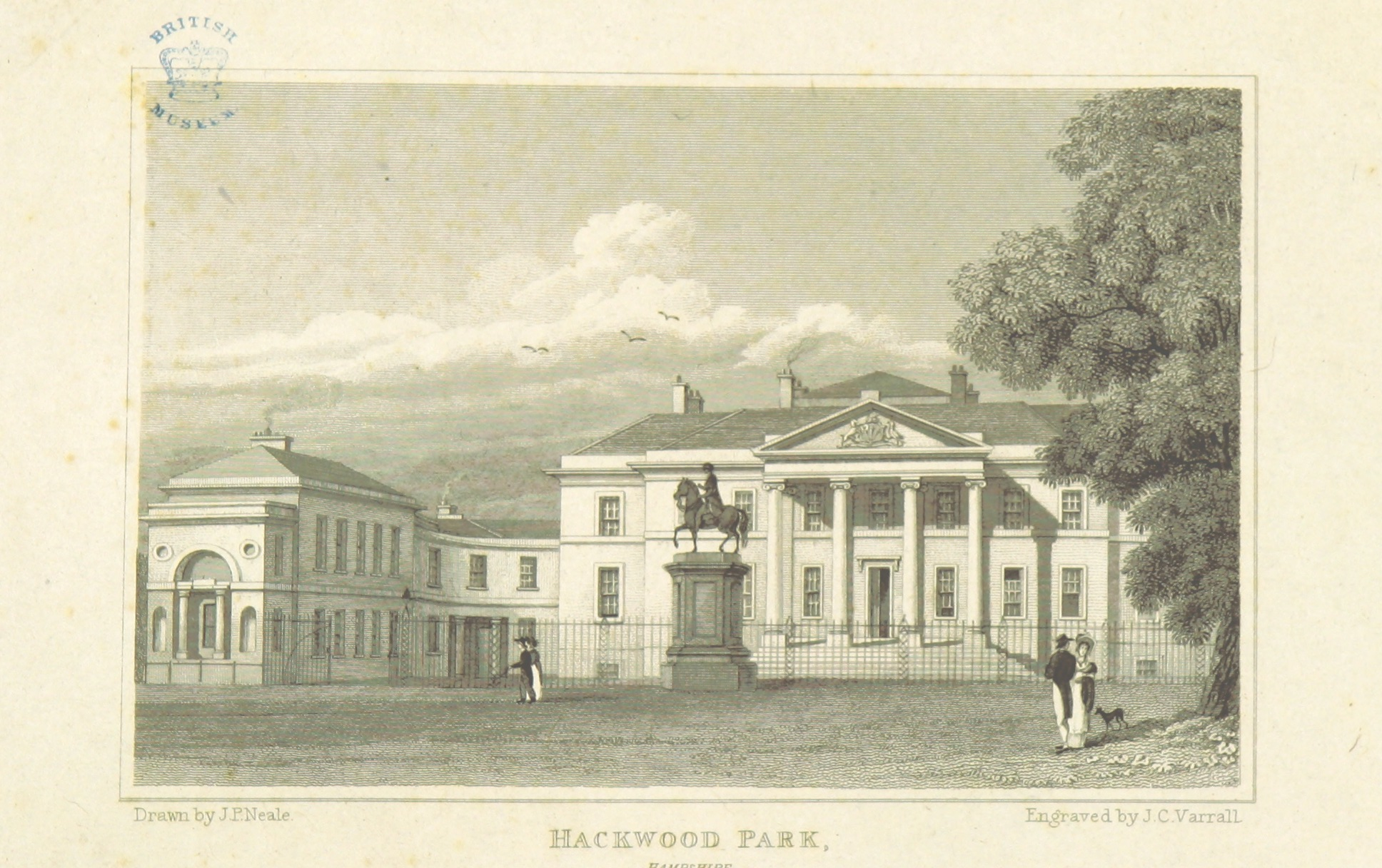
Hackwood Park, Hampshire

Powlett épouse Catherine Parry (décédée le 25 avril 1744), avec qui il a quatre enfants:
- Charles Powlett (5e duc de Bolton) (décédé en 1765)
- Harry Powlett (6e duc de Bolton) (1720-1794)
- Henrietta Powlett (décédée le 22 décembre 1753), mariée le 12 juillet 1741, à Robert Colebrooke de Chilham Castle (décédé en 1784)
- Catherine Powlett (décédée en 1775), épouse d'abord William Ashe , ensuite en 1734, Adam Drummond (en) de Megginch (décédé en 1786).

Les propriétés du duc de Bolton comprennent Hackwood Park à Hampshire, Bolton Hall, North Yorkshire, Edington à Wiltshire et Hooke Court dans le Dorset.

## Sources
- N.A.M. Rodger, The Admiralty. Offices of State, Lavenham: T. Dalton Ltd, 1979, 179 p. (ISBN 0-900963-94-8)
- Henry Stooks Smith, The Parliaments of England, Chichester, Parliamentary Research Services, 1973 (1re éd. 1844-1850), 772 p. (ISBN 0-900178-13-2)